# 찰스 로이드

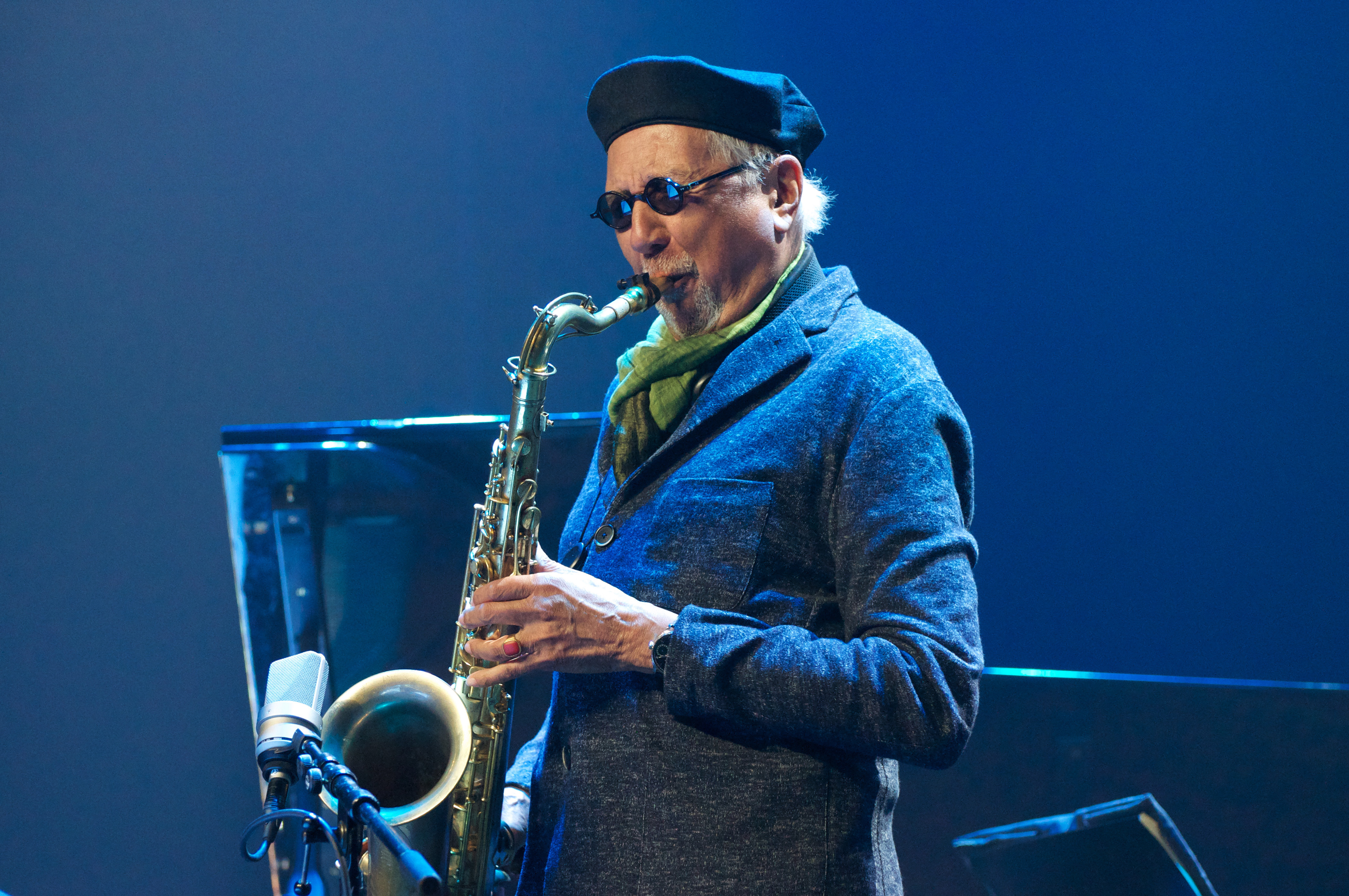
2014년 로이드의 모습

찰스 로이드(영어: Charles Lloyd, 1938년 3월 15일~)는 미국의 재즈 음악가이다. 테너 색소폰과 플루트를 주로 연주하고 알토 색소폰이나 헝가리의 악기 타로가토 등 다른 리드 악기도 연주한다. 2007년부터 로이드의 주요 밴드 라인업은 피아니스트 제이슨 모란, 어쿠스틱 베이시스트 루벤 로저스, 드러머 에릭 할랜드로 구성된 4중주단이다.

## 어린 시절
로이드는 1938년 3월 13일 미국 테네시주 멤피스에서 태어났다. 아프리카계, 체로키계, 몽골계, 아일랜드계 혈통을 가지고 태어난 로이드는 멤피스에서 자라면서 블루스, 가스펠, 재즈 음악을 접했다. 9살에 처음으로 색소폰을 잡은 로이드는 찰리 파커, 콜먼 호킨스, 레스터 영, 빌리 홀리데이, 듀크 엘링턴 등 1940년대 라디오 방송에 매료됐다. 로이드의 초기 스승으로는 피아니스트 피니어스 뉴본 주니어와 색소포니스트 어빈 리즌이 있었다. 어렸을 때 로이드와 가장 친한 친구는 트럼펫 연주자 부커 리틀이었다. 십대 시절 로이드는 색소폰 연주자 조지 콜먼, 해럴드 메이번, 프랭크 스트로지어와 함께 재즈를 연주했으며, 블루스 음악가 보비 블랜드, 하울링 울프, B.B. 킹 및 조니 에이스의 사이드 맨으로 활동했다.
1956년, 로이드는 멤피스를 떠나 로스앤젤레스로 가고, 서던캘리포니아 대학교에서 음악 학위를 수여했고, 그곳에서 버르토크 벨러를 공부하던 할시 스티븐스와 함께 공부했다. 밤에는 오넷 콜먼, 빌리 히긴스, 스콧 라파로, 돈 체리, 찰리 헤이든, 에릭 돌피, 바비 허처슨 등 미국 서부의 유명 재즈 음악가들과 함께 재즈 클럽에서 연주했다. 또한 제럴드 윌슨 빅 밴드의 멤버로 활동했다.

## 디스코그래피

### 리드
- 《Discovery!》 (1964)
- 《Of Course, of Course》 (1965)
- 《Dream Weaver》 (1966)
- 《Forest Flower》 (1966)
- 《The Flowering》 (1966)
- 《Charles Lloyd in the Soviet Union》 (1966)
- 《Journey Within》 (1967)
- 《Love-In》 (1967)
- 《Soundtrack》 (1968)
- 《Moon Man》 (1970)
- 《Warm Waters》 (1971)
- 《Waves》 (1972)
- 《Geeta》 (1973)
- 《Weavings》 (1978)
- 《Koto》 (1979)
- 《Big Sur Tapestry》 (1979)
- 《Autumn in New York》 (1979)
- 《Morning Sunrise》 (1979)
- 《Montreux》 (1982)
- 《A Night in Copenhagen》 (1983)
- 《Fish Out of Water》 (1989)
- 《Notes from Big Sur》 (1991)
- 《Acoustic Masters I》 (1993)
- 《The Call》 (1993)
- 《All My Relations》 (1994)
- 《Canto》 (1996)

- 《Voice in the Night》 (1998)
- 《The Water Is Wide》 (2000)
- 《Hyperion with Higgins》 (2001)
- 《Which Way is East》 (2004)
- 《Jumping the Creek》 (2004)
- 《Sangam》 (2004)
- 《Rabo de Nube》 (2007)
- 《Mirror》 (2009)
- 《Athens Concert》 (2010)

- 《Hagar's Song》 (2012)
- 《Wild Man Dance》 (2013)
- 《I Long to See You》 (2015)
- 《Passin' Thru》 (2016)
- 《Vanished Gardens》 (2018)
- 《8: Kindered Spirits (Live from the Lobero)》 (2020)

- 《Tone Poem》 (2021)
- 《Trio: Chapel》 (2022)
- 《Trio: Ocean》 (2022)
- 《Trio: Sacred Thread》 (2022)
- 《The Sky Will Still Be There Tomorrow》 (2024)